# Colletotrichum coccodes
Colletotrichum coccodes är en svampart som först beskrevs av Carl (Karl) Friedrich Wilhelm Wallroth, och fick sitt nu gällande namn av S. Hughes 1958. Colletotrichum coccodes ingår i släktet Colletotrichum och familjen Glomerellaceae.   Inga underarter finns listade i Catalogue of Life.